# Giovanni Colonna Romano Filingeri
Giovanni Antonio Colonna Romano Filingeri duca di Cesarò, duca di Santa Maria dei Maniaci,  marchese di Fiumedinisi, conte di Sant'Alessio, barone di Joppolo, Jancascio e Realturco, signore di Joppolo (Palermo, 18 settembre 1810 – Palermo, 24 gennaio 1869) è stato un politico e prefetto italiano.

## Biografia
Figlio di Calogero Colonna Romano, duca di Cesarò e di Girolama Filingeri e Alliata.
Nel 1848 fu membro del parlamento siciliano durante la rivoluzione siciliana del 1848-1849.
Si ritirò a vita privata fino ai moti in Sicilia del 1860 in seguito alla spedizione dei Mille, quando fu nominato da Garibaldi governatore di Palermo.
Fu prefetto di Palermo (1860-1º febbraio 1862), poi di Bergamo (1º febbraio 1862-1º dicembre 1864) e di Siracusa (10 dicembre 1865-10 dicembre 1866).
Il 30 novembre 1862 fu nominato senatore del Regno.
Il figlio Gabriele Colonna di Cesarò fu deputato del Regno.

## Ascendenza
|                                                     |                             |                                                           | Genitori                                                      |  |  | Nonni |  |  | Bisnonni                                            |  |  | Trisnonni                       |  |
|                                                     |                             |                                                           |                                                               |  |  |       |  |  | Calogero Gabriele Colonna Romano, II duca di Cesarò |  |  | Giovanni Antonio Colonna Romano |  |
|                                                     |                             |                                                           |                                                               |  |  |       |  |  | Calogero Gabriele Colonna Romano, II duca di Cesarò |  |  | Giovanni Antonio Colonna Romano |  |
|                                                     |                             | Anna Eleonora Branciforte                                 |                                                               |  |  |       |  |  | Calogero Gabriele Colonna Romano, II duca di Cesarò |  |  |                                 |  |
| Giovanni Antonio Colonna Romano, III duca di Cesarò |                             |                                                           |                                                               |  |  |       |  |  | Calogero Gabriele Colonna Romano, II duca di Cesarò |  |  |                                 |  |
|                                                     |                             | Melchiorra Ventimiglia                                    | Antonio Ventimiglia, conte di Prades                          |  |  |       |  |  |                                                     |  |  |                                 |  |
|                                                     |                             | Melchiorra Ventimiglia                                    | Antonio Ventimiglia, conte di Prades                          |  |  |       |  |  |                                                     |  |  |                                 |  |
|                                                     |                             | Melchiorra Ventimiglia                                    | Giovanna Spinola, principessa di Gran Monte                   |  |  |       |  |  |                                                     |  |  |                                 |  |
| Calogero Gabriele Colonna Romano, IV duca di Cesarò |                             | Melchiorra Ventimiglia                                    |                                                               |  |  |       |  |  |                                                     |  |  |                                 |  |
|                                                     |                             | Giuseppe Antonio de Requesens, VI principe di Pantelleria | Francesco de Requesens, V principe di Pantelleria             |  |  |       |  |  |                                                     |  |  |                                 |  |
|                                                     |                             | Giuseppe Antonio de Requesens, VI principe di Pantelleria | Francesco de Requesens, V principe di Pantelleria             |  |  |       |  |  |                                                     |  |  |                                 |  |
|                                                     |                             | Giuseppe Antonio de Requesens, VI principe di Pantelleria | Rosalia di Napoli                                             |  |  |       |  |  |                                                     |  |  |                                 |  |
| Eleonora Requesens                                  |                             | Giuseppe Antonio de Requesens, VI principe di Pantelleria |                                                               |  |  |       |  |  |                                                     |  |  |                                 |  |
|                                                     |                             | Maddalena Branciforte                                     | Ercole Michele Branciforte e Gravina, VIII principe di Butera |  |  |       |  |  |                                                     |  |  |                                 |  |
|                                                     |                             | Maddalena Branciforte                                     | Ercole Michele Branciforte e Gravina, VIII principe di Butera |  |  |       |  |  |                                                     |  |  |                                 |  |
|                                                     |                             | Maddalena Branciforte                                     | Caterina Branciforte, principessa di Butera                   |  |  |       |  |  |                                                     |  |  |                                 |  |
| Giovanni Colonna Romano, V duca di Cesarò           |                             | Maddalena Branciforte                                     |                                                               |  |  |       |  |  |                                                     |  |  |                                 |  |
|                                                     | Giuseppe Antonio Filangieri | Vincenzo Filingieri, IV principe di Mirto                 |                                                               |  |  |       |  |  |                                                     |  |  |                                 |  |
|                                                     | Giuseppe Antonio Filangieri | Vincenzo Filingieri, IV principe di Mirto                 |                                                               |  |  |       |  |  |                                                     |  |  |                                 |  |
|                                                     | Giuseppe Antonio Filangieri | Angela di Napoli                                          |                                                               |  |  |       |  |  |                                                     |  |  |                                 |  |
| Bernardo Filangieri, V principe di Mirto            | Giuseppe Antonio Filangieri |                                                           |                                                               |  |  |       |  |  |                                                     |  |  |                                 |  |
|                                                     |                             | Rosalia Giuseppa Montaperto                               | Giovanni Bernardo Montaperto, IV principe di Raffadali        |  |  |       |  |  |                                                     |  |  |                                 |  |
|                                                     |                             | Rosalia Giuseppa Montaperto                               | Giovanni Bernardo Montaperto, IV principe di Raffadali        |  |  |       |  |  |                                                     |  |  |                                 |  |
|                                                     |                             | Rosalia Giuseppa Montaperto                               | Marianna Branciforte                                          |  |  |       |  |  |                                                     |  |  |                                 |  |
| Girolama Filangeri                                  |                             | Rosalia Giuseppa Montaperto                               |                                                               |  |  |       |  |  |                                                     |  |  |                                 |  |
|                                                     |                             | Giuseppe Letterio Alliata, principe di Buccheri           | Domenico Alliata, V principe di Villafranca                   |  |  |       |  |  |                                                     |  |  |                                 |  |
|                                                     |                             | Giuseppe Letterio Alliata, principe di Buccheri           | Domenico Alliata, V principe di Villafranca                   |  |  |       |  |  |                                                     |  |  |                                 |  |
|                                                     |                             | Giuseppe Letterio Alliata, principe di Buccheri           | Vittoria di Giovanni, principessa di Ucria                    |  |  |       |  |  |                                                     |  |  |                                 |  |
| Vittoria Alliata                                    |                             | Giuseppe Letterio Alliata, principe di Buccheri           |                                                               |  |  |       |  |  |                                                     |  |  |                                 |  |
|                                                     |                             | Felicia Colonna di Paliano                                | Fabrizio II Colonna, IX principe di Paliano                   |  |  |       |  |  |                                                     |  |  |                                 |  |
|                                                     |                             | Felicia Colonna di Paliano                                | Fabrizio II Colonna, IX principe di Paliano                   |  |  |       |  |  |                                                     |  |  |                                 |  |
|                                                     |                             | Felicia Colonna di Paliano                                | Caterina Zefirina Salviati                                    |  |  |       |  |  |                                                     |  |  |                                 |  |
|                                                     |                             | Felicia Colonna di Paliano                                |                                                               |  |  |       |  |  |                                                     |  |  |                                 |  |